# Filetage PG

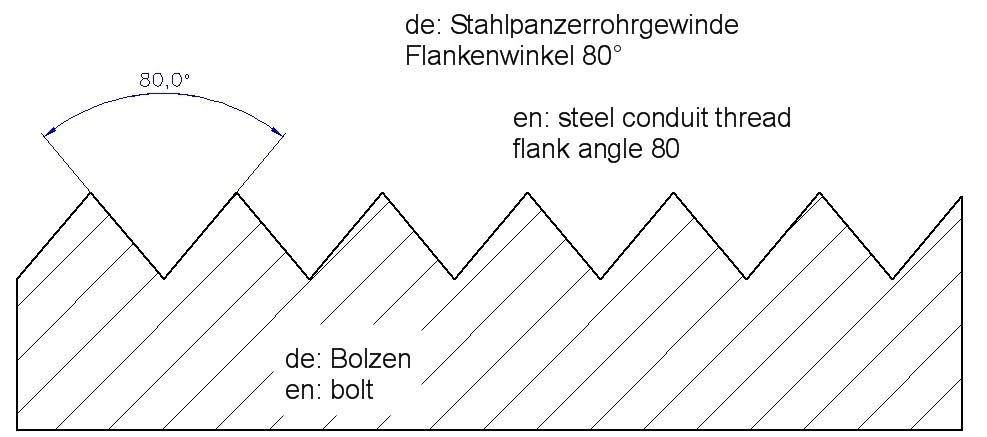
Représentation du filetage PG

Le filetage PG, également appelé filetage électrique, est un filetage dérivé de la norme technique Stahlpanzerrohrgewinde, souvent raccourci en Panzergewinde, créée en Allemagne et utilisée par la suite dans différents pays, notamment dans le monde germanophone (Allemagne, Suisse, Autriche) et les pays européens voisins. Cette norme est aujourd'hui obsolète, mais la mention de filetage PG reste beaucoup utilisée, notamment pour le dimensionnement des conduits électriques et presse-étoupes.

## Historique
Les normes originales, codifiées par le Deutsches Institut für Normung (DIN, Institut allemand de normalisation), sont les normes DIN 46319 et 40430. Les tailles Panzergewinde sont nommées avec le préfixe PG plus un numéro nominal qui correspond approximativement au diamètre maximal du câble (en millimètres) qui peut passer dans le conduit.
Les parois des conduits étant généralement relativement minces, la profondeur du filet est limitée. On utilise donc un angle de filetage de 80°. 
Les deux normes DIN ont été regroupées par l'association commerciale VDE sous le nom de norme VDE 0619. Depuis 2003, cette norme VDE a été officiellement remplacée par la norme EN 50262 pour les presse-étoupes et EN 60423 pour les conduits, utilisant un filet fin métrique avec un pas de 1,5 mm. 
Défini au départ pour une utilisation avec des conduits et des presse-étoupes en acier, ce filetage est de nos jours utilisé à la fois pour de l'acier (généralement revêtu avec des combinaisons de nickel, de zinc ou d'étain pour résister à la rouille) ou du PVC. 
Aujourd'hui encore, on trouve souvent des presse-étoupes Panzergewinde sur les réacteurs chimiques et les bioréacteurs (par exemple, filetage PG13.5 pour le vissage des capteurs) et divers autres équipements, boîtiers, boîtes de jonction et connecteurs.

## Tailles des presse-étoupes
| Taille nominale de filet | Diamètre majeur | Diamètre majeur | Densité de filet (en filets par pouce) | Pas de vis | Pas de vis | Diamètre intérieur | Diamètre intérieur | Diamètre de câble maximal | Diamètre de câble maximal |
| Taille nominale de filet | (mm)            | (in)            | Densité de filet (en filets par pouce) | (mm)       | (in)       | (mm)               | (in)               | (mm)                      | (in)                      |
| ------------------------ | --------------- | --------------- | -------------------------------------- | ---------- | ---------- | ------------------ | ------------------ | ------------------------- | ------------------------- |
| PG7                      | 12,5            | 0,492           | 20                                     | 1,27       | 0,05       | 11,28              | 0,444              | 3–6,5                     | 0,118-0,256               |
| PG9                      | 15,2            | 0,598           | 18                                     | 1,4112     | 0,0556     | 13,86              | 0,546              | 4–8                       | 0,157-0,315               |
| PG11                     | 18,6            | 0,732           | 18                                     | 1,4112     | 0,0556     | 17,26              | 0,680              | 5-10                      | 0,197-0,394               |
| PG13.5                   | 20,4            | 0,803           | 18                                     | 1,4112     | 0,0556     | 19,06              | 0,750              | 6–12                      | 0,236-0,472               |
| PG16                     | 22,5            | 0,886           | 18                                     | 1,4112     | 0,0556     | 21,16              | 0,833              | 10–14                     | 0,394-0,551               |
| PG21                     | 28,3            | 1,114           | 16                                     | 1,5875     | 0,0625     | 26,78              | 1,054              | 13-18                     | 0,512–0,709               |
| PG29                     | 37,0            | 1,457           | 16                                     | 1,5875     | 0,0625     | 35,48              | 1,397              | 18-25                     | 0,709-0,984               |
| PG36                     | 47,0            | 1,850           | 16                                     | 1,5875     | 0,0625     | 45,48              | 1,791              | 24–32                     | 0,945–1,260               |
| PG42                     | 54,0            | 2,126           | 16                                     | 1,5875     | 0,0625     | 52,48              | 2,066              | 32–38                     | 1,260-1,496               |
| PG48                     | 59,3            | 2,335           | 16                                     | 1,5875     | 0,0625     | 57,78              | 2,275              | 37–44                     | 1,457-1,732               |